# Paradoxon
Paradoxon alatt állítások olyan halmazát értjük, amelyek ellentmondásra vezetnek, vagy a józan észnek ellentmondó következtetés vonható le belőlük. A híres paradoxonok mögött megbújó kétértelműségek, következtetési hibák és ki nem mondott, hibás feltételezések tudatosodása, számos tudományos, filozófiai és matematikai felfedezéshez vezetett.
A paradoxonoknak több típusuk van. Russell paradoxonja ellentmondást mutatott ki az akkori matematika rendszerében.  Számos paradoxon tartalmaz önhivatkozást vagy manipulál a végtelennel, mások körkörös definíciókon alapulnak.
A mindennapi szóhasználat gyakran használja a "paradoxon" kifejezést ott, ahol csak valamilyen meghökkentő jelenségről van szó (pl. születésnap-paradoxon). Máskor a dilemmákra használják a "paradoxon" megnevezést. Pl: Ha visszamennél a múltba és megölnéd a fiatal apádat, akkor nem születhetnél meg, és nem mehetnél vissza megölni őt.

## Paradoxonok fajtái
W. V. Quine 1962-ben háromféle paradoxont különböztetett meg:
- Az igaz paradoxon olyan abszurdnak tűnő következtetésre vezet, ami mégiscsak igaz.
- A hamis paradoxon olyan tényt bizonyít, amely nem csak hamisnak tűnik, hanem valóban az is; a hiba a paradoxon bizonyításában rejlik valahol, egy hibás logikai következtetésben vagy valótlan feltételezésben. Ide tartoznak a klasszikus érvénytelen bizonyítások (például 1 = 2), amelyek valamilyen rejtett, nem megengedett matematikai műveletet (például nullával való osztást) végeznek el.
- A fenti kategóriák egyikébe sem sorolható paradoxonok valódi ellentmondások, amelyek a valóságról alkotott kép, a paradoxon alapját képező rendszer, modell hibás voltára hívják fel a figyelmet. Ezek a leghasznosabbak, mivel többnyire a rendszer finomítását, továbbfejlesztését eredményezik.

Ugyanakkor nem minden paradoxon sorolható be egyértelműen a fenti három kategóriába. Pl. Zénón paradoxonjai - valószínűleg a legismertebb paradoxonok - megoldása és besorolása nem egyértelmű.

## Híres paradoxonok

### Igaz paradoxonok
Ezek mind helyes (legalábbis logikailag helyes) érveléssel jutnak érvényes, de meglepő eredményre.

#### Logikai,halmazelméleti
- Következtetési paradoxon: Hamis feltételezésekből tetszőleges következtetés levezethető. Ez az alapja az indirekt bizonyítás módszerének.
- Bertrand valószínűségi paradoxonja: a véletlen különböző, józan paraszti ésszel alkotott definíciói igencsak különböző eredményekre vezetnek.
- Galilei paradoxonja: Noha a legtöbb egész nem négyzetszám, mégis az egész számok számossága ugyanaz, mint a négyzetszámoké.
- Hilbert Grand Hotel-paradoxonja: Egy végtelen sokszobás hotel akkor is tud vendégeket (méghozzá végtelen sokat) fogadni, ha tele van.

#### Matematikai/geometriai
- Banach–Tarski-paradoxon: Egy gömb öt darabjából két teljes, az eredetivel megegyező méretű gömböt állíthatunk össze, méretváltozás nélkül mozgatva a darabokat.
- Gábriel harsonája : Egy olyan test, amelynek felülete végtelen, térfogata viszont véges. A kétdimenziós fraktálok legtöbbje (például a Koch-pehely vagy a Mandelbrot-halmazok) is hasonló tulajdonságot mutatnak: végtelen a kerületük, de véges a területük.
- Navigációs paradoxon A Föld felszínén két pont között az ortodroma (gömbi főkör) a legrövidebb út. A tengeri és légi közlekedésben a hosszabb loxodromát választják, mert ezen állandó a menetirány (kurzus). Ennek ellenére a loxodromán haladó jármű kormányával állandóan korrigálni kell, míg az ortodromán rögzített kormánnyal lehet végigmenni.
- Implikációs paradoxonok: A logikai következményesség (implikáció) legkézenfekvőbb meghatározása, miszerint „A B állítás következménye az A állításnak, ha nem lehetséges, hogy A igaz, de B hamis.” Ennélfogva a „Ha a Duna nem egy folyó, akkor én most tévét nézek” egy logikailag érvényes következtetés, mivel nem lehetséges, hogy „A Duna nem egy folyó.” igaz legyen (hiszen hamis) és egyúttal az „Én most tévét nézek.” állítás pedig hamis. Két, semmiféle tartalmi és ok-okozati kapcsolatban nem álló kijelentés logikailag következménye lehet egymásnak. Ez egyesek , pl. P. Strawson vagy C. I. Lewis szerint, világos jele annak, hogy az implikáció nem azonosítható a következményességgel.

#### Matematikai/valószínűségi
- születésnap-paradoxon: Mi a valószínűsége, hogy egy társaságban két embernek ugyanarra a napra esik a születésnapja?
- Csipkerózsika-paradoxon: Egy érmével 1/3 eséllyel dobunk fejet?
- Statisztikai paradoxonok: könnyű rossz következtetésekre jutni hamis összefüggések alapján. Például megfigyelhető, hogy minél több templom van egy városban, annál több bűnesetet követnek el. A valóságban természetesen mindkettő a nagyobb lélekszám következménye. Egyszer kimutatták például, hogy a doktori fokozattal rendelkező közgazdászok fizetése alacsonyabb az „egyszerű” diplomás közgazdászokénál. A különbség oka valójában az volt, hogy a doktori fokozattal rendelkezők többnyire tudományos pályát választottak, ahol a fizetések általában alacsonyabbak az iparban fizetetteknél. Az ilyesfajta kérdések megoldására született a korreláció fogalma.
- Monty Hall-paradoxon: Egy tv-vetélkedő fődíjához kapcsolódó, választásról szóló híres valószínűségi paradoxon.

#### Pszichológiai/filozófiai
- Az emberi paradoxon: Parányi alaktani ugrás, s egyszersmind hihetetlen felfordulás az Élet szférájában. (Pierre Teilhard de Chardin)[1]
- Zénón paradoxonjai[2]ː

Eleai Zénón az aporia (görögülː úttalanság, kiúttalanság, valamely probléma feloldásához való eljutás lehetetlensége) kifejezést használja a paradoxonokra.
- - Akhilleusz és a teknősbékaː A gyors lábú Akhilleusz sohasem érheti utol a leglassúbb állatot, a teknősbékát, ha előnyt ad neki, mert feltéve, hogy egyidejűleg kezdik meg a mozgást azonos irányban, abban a pillanatban, amikor Akhilleusz a teknősbéka indulási helyére ér, az már megtett bizonyos távolságot és egy másik helyen van, amikor Akhilleusz arra a helyre ér, a teknősbéka már megint előrébb van; és így tovább.
  - A repülő nyílː A repülő nyíl minden egyes pillanatban valahol van, vagyis nem mozog.
- Abilene-paradoxon: Az emberek gyakran a céljukkal ellentétesen cselekednek, egyre távolabb kerülve attól, amit megpróbálnak elérni.
- vezérlés-paradoxon: Az ember sohasem lehet mentes minden vezérléstől, mert ha az, akkor önmagát vezérli.
- Epikureus paradoxon: A gonosz létezése ellentmondásban van egy mindenható és gondoskodó isten létével.
- mindenhatóság-paradoxon: Isten nem lehet mindenható, mert akkor kellene tudnia teremteni olyan sziklát, amelyet még ő maga sem tud felemelni. (Mi történik, ha a megállíthatatlan ágyúgolyó sérthetetlen oszlopnak ütközik)?
- Időparadoxon: Ha visszautazom az időben, és megölöm az apámat még csecsemőkorában, akkor én nem fogok megszületni, tehát nem tudok visszamenni, hogy megöljem őt. Így meg fogok születni.

#### Fizikai
- Schrödinger macskája: A mikrovilágot bizonyos (önmagukban is paradox, szokatlan) valószínűségi törvényekkel lehet csak leírni, a makrovilágot azonban nem. Ugyanakkor az utóbbi az előbbi függvénye, hiszen a nagyméretű tárgyak is kvantumjelenségekből tevődnek össze. Tehát a makrovilágnak is ellentmondásosan kellene viselkednie, ami ellentmond a józan észnek és a tapasztalatoknak.
- Kozmikussugárzás-paradoxon: a jelenleg elfogadott fizikai törvények határt szabnak a kozmikus sugárzás lehetséges energiájának, de ennél nagyobb energiájú sugárzást is mértek már.
- EPR-paradoxon: (Einstein-Podolsky-Rosen) Távoli események tudják-e befolyásolni egymást a kvantummechanikában?
- Mpemba-paradoxon: a melegebb víz bizonyos körülmények között gyorsabban fagy meg, mint a hidegebb víz, noha a folyamat során át kell lépnie a hidegebb víz hőmérsékletét.
- Olbers-paradoxon vagy fotometriai paradoxon: miért fekete a csillagos ég, ha végtelen sok csillag van?
- Bentley-paradoxon vagy gravitációs paradoxon: ha a Világegyetem véges, akkor az árapály-erők előbb-utóbb szét kell, hogy szaggassák az összes csillagot, ha pedig végtelen, akkor a csillagoknak a végtelen nagy gravitáció miatt belátható időn belül egymásba kell zuhanniuk. Azonban egyik hatás sem tapasztalható.
- ikerparadoxon: a sokat utazó iker visszatértekor fiatalabb, mint az otthon maradt testvére.
- fekete lyuk paradoxon: a fekete lyukakból elvileg nem juthat ki információ, mégis van bizonyíték az ellenkezőjére.[forrás?]

### Hamis paradoxonok
Ezek a paradoxonok hibás érveléssel jutnak hamis következtetésre.
- Lóparadoxon: Minden ló ugyanolyan színű.
- Váratlan akasztás paradoxon: Egy akasztásra ítélt rab ítéletét azzal súlyosbítják, hogy az ítéletet a következő hét valamely napján váratlanul kell végrehajtani. A rab így okoskodik: a vasárnap nem lehetőség, mert ha előzőleg nem akasztottak fel, akkor a vasárnapi akasztás, lévén az egyetlen megmaradt lehetőség, nem váratlan. Hasonlóképp a szombat sem jó, mert a vasárnap már kiesett, és ha szombatig nem akasztottak fel, akkor a szombati akasztás már nem váratlan. Hasonló gondolatmenettel a hét mindegyik napjáról belátható, hogy aznap nem lehet váratlanul akasztani. Az ítéletet tehát nem hajthatják végre.[3]

### Ellentmondások (antinómiák)
Ezek mind a Russell-paradoxonra hasonlítanak.
- A borbélyparadoxon: Ha mindenki vagy maga borotválkozik, vagy a borbély beretválja. Ki borotválja a borbélyt?
- Curry paradoxonja: „Ha nem tévedek, a Mikulás létezik.”
- A hazug paradoxona: „Ez az állítás hazugság.” Az állítás sem igaz, sem hamis nem lehet, ami a kizárt harmadik elvét sérti.
- fogadásparadoxon: Arra fogadok, hogy ezt a fogadást el fogom veszíteni! (ez az ellentmondás sokban hasonlít a hazug paradoxonjára)
- Russell-paradoxon: Tartalmazza-e az összes önmagát nem tartalmazó halmaz halmaza önmagát?
- Epimenidész-paradoxon: Egy krétai állítja: „Minden krétai hazudik.” Ebből az állításból logikailag levezethető egy igazmondó krétai létezése, ami furcsa (még az állítás igazságértékét sem ismerjük, mégis lehet belőle biztos következtetést levonni).
- Richard-antinómia: A legkisebb kilencnél kevesebb szóval nem definiálható számnak egy nyolcszavas definíciója az, hogy ez „a legkisebb kilencnél kevesebb szóval nem definiálható szám”.
- Grelling–Nelson-paradoxon A „heterologikus” ("önmagára nem igaz") melléknév nem „heterologikus”, de nem is „autologikus”.

### Definíciós paradoxonok
Pontatlan definíción alapulnak.
- Thészeusz hajója (Thészeusz-paradoxon): Ha a hajó minden elemét már legalább egyszer kicserélték, akkor vajon még mindig ugyanaz a hajó-e?
- Kupacparadoxon vagy szóritész-paradoxon (σωρίτης vagy σωρείτης, a halom jelentésű ógörög σωρός főnévből): Ha egy homokkupacból elveszünk egy homokszemet, attól még homokkupac marad. Ebből következően akárhány homokszemet veszünk is el, még mindig homokkupacnak kell maradnia (hiszen az „akárhányat” szemenként is elvehetjük, és minden lépésben megmarad homokkupacnak). A valóságban azonban ez nincs így: elegendő számú homokszemet elvéve már nem beszélhetünk homokkupacról.